# Развој мозга у раном развоју деце
Научно је добро потврђено да су ране године критичне у формирању интелигенције, личности, социјалног понашања, и да ефекти запостављања у раном добу могу бити кумулативни. Истраживање сугеришу да постоје критичне тачке у развоју деце када им је важно осигурати искуства која ће подржати њихов раст и развој. Поље молекуларне биологије доноси нам нова сазнања о томе како нервни систем функционише, начина на који се мозак развија и утицаја средине на тај развој. Ево кратког прегледа неких од тих сазнања.

## Научни налази раног развоја мозга
- Мозак се развија много брже и више пре прве године него што се то раније мислило. Месеци непосредно после рођења су кључни у сазревању мозга. Током тог времена број синапси, односно веза, конекција које омогућавају учење – повећавају се двадесет пута.[1]
- Важни су и гени и искуство. Развој мозга је много више осетљив на утицаје средине него што се раније мислило. Дечји мозак није ни празна табла, плоча која чека да се на њу испише одређена животна прича, нити је већ унапред отиснуто коло које су дефинисали, испланирали и контролишу неумољиви гени. Развој мозга је пре деликатни однос између гена и средине. Исхрана је најочигледнији пример, али квалитет интеракције и дечије кумулативно искуство (заједно узето квалитет здравља, исхране, старања о детету и стимулације) током првих 18 месеци доводе до развојних исхода, који код деце из сиромашних средина могу довести до иреверзибилних (непоправљивих) дефицита.[1]
- Раст мозга почиње у првим годинама живота, али се наставља. Превенција је најбоља, иако никад није касно интервенисати да би се унапредио квалитет дететовог живота. Ране интервенције имају најзначајније ефекте на дечији развој и учење.[3]
- Осетљиви (сензитивни) периоди. Постоје периоди у животу када је мозак посебно отворен за нова искуства и у стању да их искористи. Ако ови осетљиви периоди прођу а да мозак не прими потребну стимулацију за коју је спреман, могућности за разне врсте учења могу бити  битно смањене.  Прилагодљивост (пластичност, пријемчивост) мозга, такође, значи да постоје периоди када ће негативна искуства или недостатак добре или одговарајуће стимулације вероватније довести до озбиљних и трајних негативних ефеката.[2]
- Утицај ране средине на развој мозга је дуготрајан. Рана изложеност деце доброј исхрани, играчкама, играма и стимулативној социјалној интеракцији са другима има позитиван утицај на функционисање мозга на узрасту од 15 година, у поређењу са децом која нису имала ту рану стимулацију, и ти ефекти су кумулативни. Средина  утиче не само на број можданих ћелија и број веза ( конекција) међу њима, већ и на начине на који су оне повезане.[1]
- Рана искуства су важна у обликовању начина на који мозак функционише. Мозак користи своје искуство са светом да  фино дотера начин на који функционише.[2]
- Постоје докази о негативном утицају стреса у раним годинама на функционисање мозга. Показало се да код деце која су искусила екстремни стрес у својим најранијим годинама постоји већи ризик, него код њихових вршњака који нису имали стрес, да се јаве разне когнитивне и емоционалне тешкоће, као и проблеми у понашању.[1]

Истраживање рађено 70-тих година у СФРЈ  показало је да почетне разлике које су деца донела у школу, јер долазе из различитих социо-економских средина, се смањују и елиминишу након четвртог разреда основне школе. Oбразовањем се успева смањити тај ефекат социо-економских фактора.